# Glasvleugelwantsen
De glasvleugelswantsen of knotswantsen (Rhopalidae), zijn een familie van wantsen die behoort tot de orde halfvleugeligen (Hemiptera). De groep werd voor het eerst wetenschappelijk beschreven door Charles Jean Baptiste Amyot en Jean Guillaume Audinet Serville in 1843.
Van hen zijn meer dan 209 soorten in ongeveer 21 geslachten bekend. In Europa, zijn er 33 soorten bekend. Bij veel soorten is van het hemi-elytrum (de deels verharde voorvleugel) het corium (het middelste deel van de voorvleugel) transparant. Daaraan refereert de Nederlandse naam glasvleugelwantsen. De andere kortere naam knotswantsen verwijst naar het uiteinde van de antennes, waar ook de wetenschappelijke naam aan refereert want rhopalon betekent knots.

## Kenmerken
De glasvleugelwantsen zijn 4 tot 15 mm lang en hebben een stevig en langwerpige lichaam. Maar ze verschillen qua lichaamsvorm en kleur van elkaar. De meeste leden zijn dof bruinachtig van kleur en zijn vergelijkbaar met de wantsen in de onderfamilie zaadbodemwantsen (Orsillinae)  uit de familie bodemwantsen (Lygaeidae), wat vaak leidt tot verwarring. De andere, veelal grotere soorten zijn vergelijkbaar in lichaamsvorm en opvallende lichaamskleur met soorten uit de onderfamilie ridderwantsen (Lygaeinae ) uit de familie bodemwantsen (Lygaeidae),  vuurwantsen (Pyrrhocoridae) en Largidae.  
Op de kop zijn twee eenvoudige ogen (ocelli). De geurklieren ontbreken of zijn gedegenereerd. De familie heeft daarom, in het Engels de naam scentless (plant) bugs (reukloze plantenwantsen). De membranen van de deels verharde voorvleugels hebben talrijke vleugeladers. In de onderfamilie Serinethinae zijn de geurklieren nog functioneel, wat waarschijnlijk een voorbeeld van neotenie is.

## Verspreiding
De glasvleugelwantsen zijn wereldwijd verspreid. Echter, sommige groepen hebben ongebruikelijke patronen in de verspreiding. De uit drie genera bestaande geslachtengroep Niestreini is vertegenwoordigd met twee genera in het westelijk halfrond en één genus in Zuid-Afrika en India. De uit zes genera bestaande geslachtengroep Chorosomini is wijdverbreid en met drie genera vertegenwoordigd in het palearctisch gebied, met een genus in de Neotropen en met een endemische genus op Hawaï. Het genus Boisea, omvat twee Nearctische soorten, één uit West - en Centraal-Afrika, en één uit het zuiden van India.

## Leefwijze
De glasvleugelwantsen voeden zich  met diverse kruidachtige en houtachtige planten. Ze zuigen aan rijpe en onrijpe zaden. Geen van hun vertegenwoordigers is echter een plaag in de landbouw. Boisea trivittata kam overlast veroorzaken, omdat ze in grote aantallen in huizen proberen te overwinteren. De soorten in de onderfamilie Rhopalinae zuigen op een breder scala van plantaardige soorten. Soorten in de onderfamilie Serinethinae daarentegen worden gevonden op op de zeepboomfamilie (Sapindaceae).

## Taxonomie
De groep werd voor het eerst beschreven door Charles Jean Baptiste Amyot & Jean Guillaume Audinet Serville in 1843 met de naam hopalides Douglas en Scott (1865) noemden ze Corizidae, Mayr (1866) noemde ze Corizida en werden ze als een onderfamilie van de familie Randwantsen (Coreidae) beschouwd, maar vooral dankzij het werk van Chopra (1967) en Göllner-Scheiding (1983) worden ze tegenwoordig als zelfstandige familie gezien. Volgens Schuh & Slater (1995), wordt de familie onderverdeeld in de volgende onderfamilies en geslachtengroepen. Daarbij staan ook de tien soorten die in Nederland voorkomen.
- Onderfamilie Rhopalinae (wereldwijd, vooral Palearctisch )  
  - Geslachtengroep Niesthreini
  - Geslachtengroep Rhopalini
    - Brachycarenus tigrinus, zwartgespikkelde glasvleugelwants
    - Corizus hyoscyami, kaneelglasvleugelwants, kaneelwants
    - Liorhyssus hyalinus, langvleugelige glasvleugelwants
    - Rhopalus maculatus, gestippelde glasvleugelwants
    - Rhopalus parumpunctatus, bruinrode glasvleugelwants
    - Rhopalus subrufus, geblokte glasvleugelwants
    - Stictopleurus abutilon, brilglasvleugelwants
    - Stictopleurus punctatonervosus,  grijze glasvleugelwants

  - Geslachtengroep Chorosomini
    - Chorosoma schillingii, grote slanke glasvleugelwants
    - Myrmus miriformis, kleine slanke glasvleugelwants

  - Geslachtengroep Harmostini
  - Geslachtengroep Maccevethini
  - Geslachtengroep Corizomorphini
- Onderfamilie Serinethinae (3 genera, wereldwijd, meestal tropische) 
  -     - Genus Leptocoris (ongeveer 30 soorten, met name Afrika)
    - Genus Jadera (ongeveer 17 soorten, tropische en subtropische gebieden van de Nieuwe Wereld)
    - Genus Boisea (4 soorten; Nearctisch, Afrika en Zuid-India)